# Carnota (Alenquer)

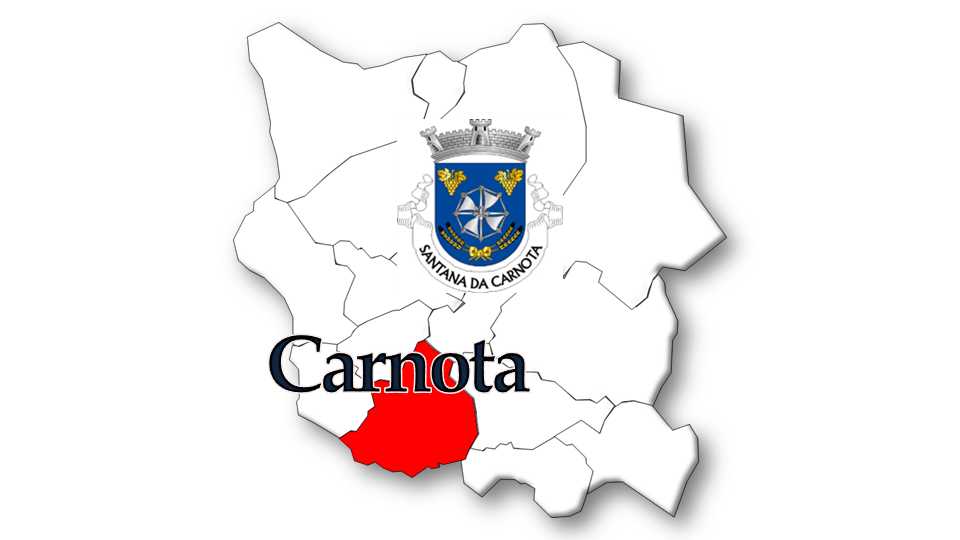
Freguesia de Carnota

Carnota é uma freguesia portuguesa do município de Alenquer, com 18,09 km² de área e 1565 habitantes (censo de 2021). A sua densidade populacional é 86,5 hab./km².

## Demografia
A população registada nos censos foi:
| Distribuição da População por Grupos Etários | Distribuição da População por Grupos Etários | Distribuição da População por Grupos Etários | Distribuição da População por Grupos Etários | Distribuição da População por Grupos Etários |
| -------------------------------------------- | -------------------------------------------- | -------------------------------------------- | -------------------------------------------- | -------------------------------------------- |
| Ano                                          | 0-14 Anos                                    | 15-24 Anos                                   | 25-64 Anos                                   | > 65 Anos                                    |
| 2001                                         | 210                                          | 206                                          | 884                                          | 395                                          |
| 2011                                         | 227                                          | 147                                          | 916                                          | 388                                          |
| 2021                                         | 169                                          | 142                                          | 790                                          | 464                                          |

## Política
A freguesia de Carnota é administrada por uma junta de freguesia, liderada por Nuno Pedro Correia Lopes Granja, eleito nas eleições autárquicas de 2009 pelo Partido Socialista. Existe uma assembleia de freguesia, que é o órgão deliberativo, constituída por 9 membros.
O partido mais representado na Assembleia de Freguesia é o PS com 6 membros (maioria absoluta), seguida da Coligação Pela Nossa Terra (PSD/CDS-PP/PPM/MPT) com 2 e da CDU com um. Esta assembleia elegeu os 2 vogais da Junta de Freguesia (neste caso, o secretário e o tesoureiro). O presidente da Assembleia de Freguesia é Helder José Tomás Rodrigues.
| Órgão                   | PS | PSD/CDS-PP/ PPM/MPT | PCP-PEV |
| Assembleia de Freguesia | 6  | 2                   | 1       |

## História
John Smith Athelstane foi o 1,º conde da Carnota por decreto de D. Luís I de Portugal, datado de 9 de agosto de 1870. A sua irmã foi a segunda mulher de João Carlos de Saldanha Oliveira e Daun, 1.º duque de Saldanha.

## Património
- Igreja de Santa Ana e Cruzeiro
- Capela de Santo António
- Capela da Senhora do Amparo
- Capela da Senhora das Angústias
- Quinta do Chafariz
- Quinta das Antas
- Moinhos da Serra